# Каннинг, Чарлз Джон
Чарлз Джон Каннинг, 1-й граф Каннинг (Charles John Canning, 1st Earl Canning; 14 декабря 1812, Лондон, — 17 июня 1862, там же) — генерал-губернатор Индии (1856), после подавления восстания сипаев — первый в истории вице-король Индии (1858). Младший сын премьер-министра Джорджа Каннинга.
В 1836 году Каннинг-младший унаследовал от матери титул виконта, а за год до этого был избран в Парламент. В консервативном правительстве Роберта Пиля он служил товарищем министра иностранных дел (1841—1846), затем руководил лесным ведомством и британской почтовой системой. После смещения в 1856 году маркиза Дальхузи с поста генерал-губернатора Индии Каннинг по протекции лорда Пальмерстона занял его место.
Его первым мероприятием была экспедиция против персидского шаха, который вздумал занять британский протекторат в Герате. Закрепление Герата в британской сфере влияния было важным шагом в Большой Игре. Результатом этого мероприятия стал дружественный договор с афганским эмиром.
В 1857 году внимание Каннинга было занято подавлением восстания сипаев, для чего ему понадобилось привлечь отряды, отбывавшие на Опиумную войну в Китай. Одержав победу над повстанцами, Каннинг противодействовал тем, кто требовал примерно наказать за непослушание весь индийский народ. Во избежание новых волнений он усилил военные части европейцами.
Именно Каннингу выпало проведение реформы управления Индией, связанной с передачей бразд правления колонией из рук Ост-Индской компании официальному представителю британской короны. Он продолжил политику «просвещения» индийского народа путём основания университетов в Калькутте, Бомбее и Мадрасе. После смерти супруги в 1862 году Каннинг отошёл от дел. Через несколько месяцев он умер в Лондоне, не оставив после себя наследников.